# 赵光熙
赵光熙（1993年12月24日—），韩国男子皮划艇运动员，2018年亚洲运动会男子单人皮艇200米金牌得主和男子四人皮艇500米银牌得主、2022年亚洲运动会男子双人皮艇500米和男子四人皮艇500米银牌得主。